# Саарлуї
Саарлуї (нім. Saarlouis) — місто в Німеччині, знаходиться в землі Саар. Адміністративний центр однойменного району.
Площа — 43,27 км2. Населення становить 34 445 ос. (станом на 31 грудня 2021).

## Відомі особистості
В поселенні народився:
- Гайко Маас (* 1966) — німецький політик.